# Theodor Hermann Pantenius

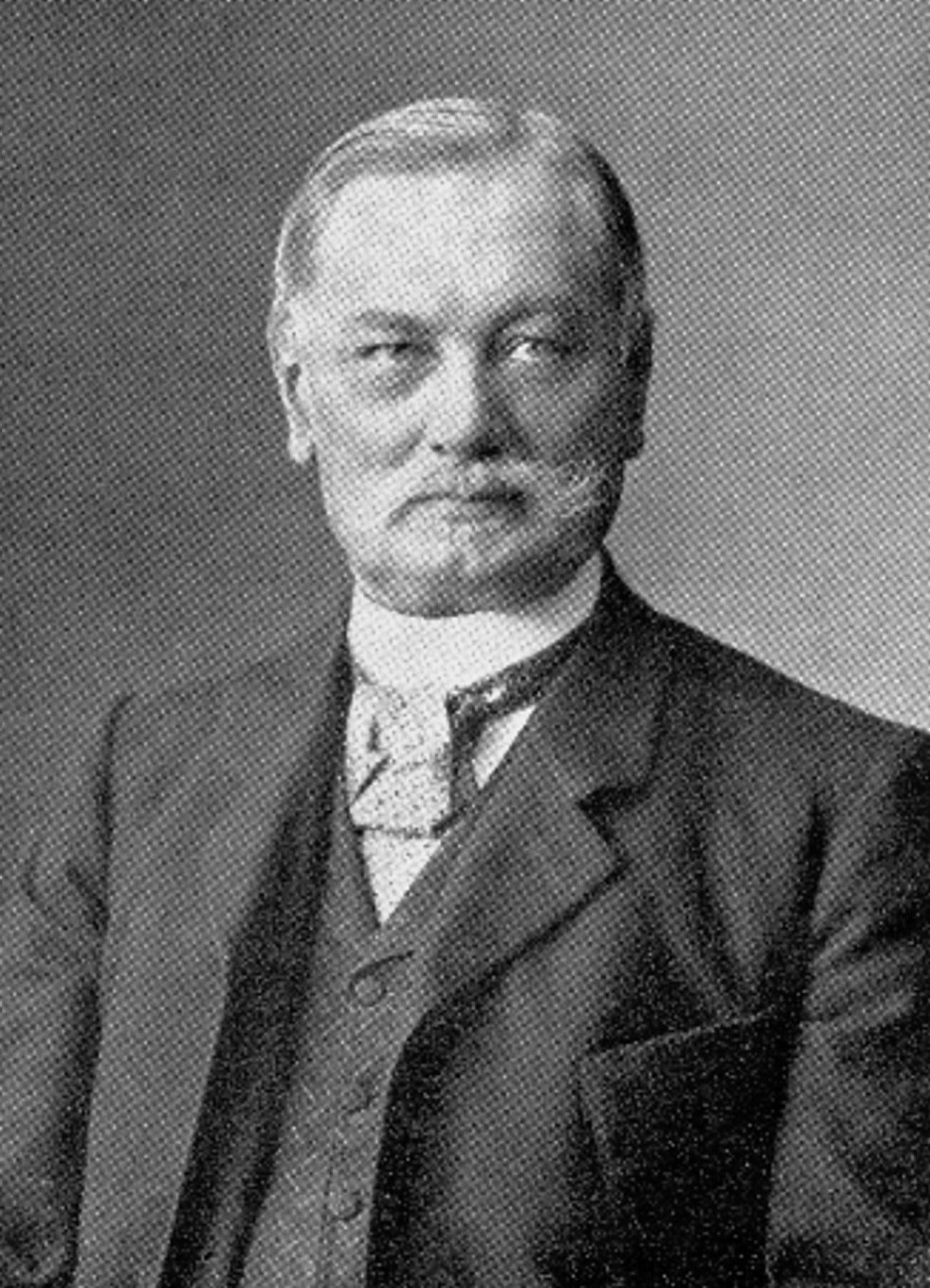
Theodor Hermann Pantenius, vor 1902

Theodor Hermann Pantenius (* 22. Oktober 1843 in Mitau; † 16. November 1915 in Leipzig) war ein deutsch-baltischer Schriftsteller und Zeitschriftenredakteur, dessen schriftstellerisches Werk Stoffe aus seiner baltischen Heimat in Romanen und Novellen ausführlich behandelt.

## Leben
Sein Vater Wilhelm Christian Pantenius war deutsch-baltischer Prediger und Volksschriftsteller in Kurland, seine Mutter Louise eine geborene Conradi. Theodor Hermann Pantenius hatte eine Schwester, Natalie Agnes, die 1862 den späteren Geschäftsführer der kurländischen Gouvernementsregierung, Hermann Julius von Denffer, heiratete, er selber heiratete 1874 die Rigenserin Louise Schniedewind. Er studierte zunächst Theologie in Berlin und Erlangen, wo er im Wintersemester 1864 Mitglied der Norddeutschen Studentengesellschaft auf dem Wels (heute Landsmannschaft Hansea auf dem Wels) wurde. Anschließend arbeitete er zunächst als Hauslehrer in Sankt Petersburg und dann von 1870 bis 1876 als Privatlehrer in Riga, wo er 1873 Redakteur der Baltischen Monatsschrift wurde. 1876 zog er nach Leipzig, wo er die Familienzeitschrift Daheim herausgab und 1886–1906 zusätzlich Velhagen und Klasings Monatshefte redigierte. Mit der Redaktion beider Zeitschriften siedelte er 1891 nach Berlin über.

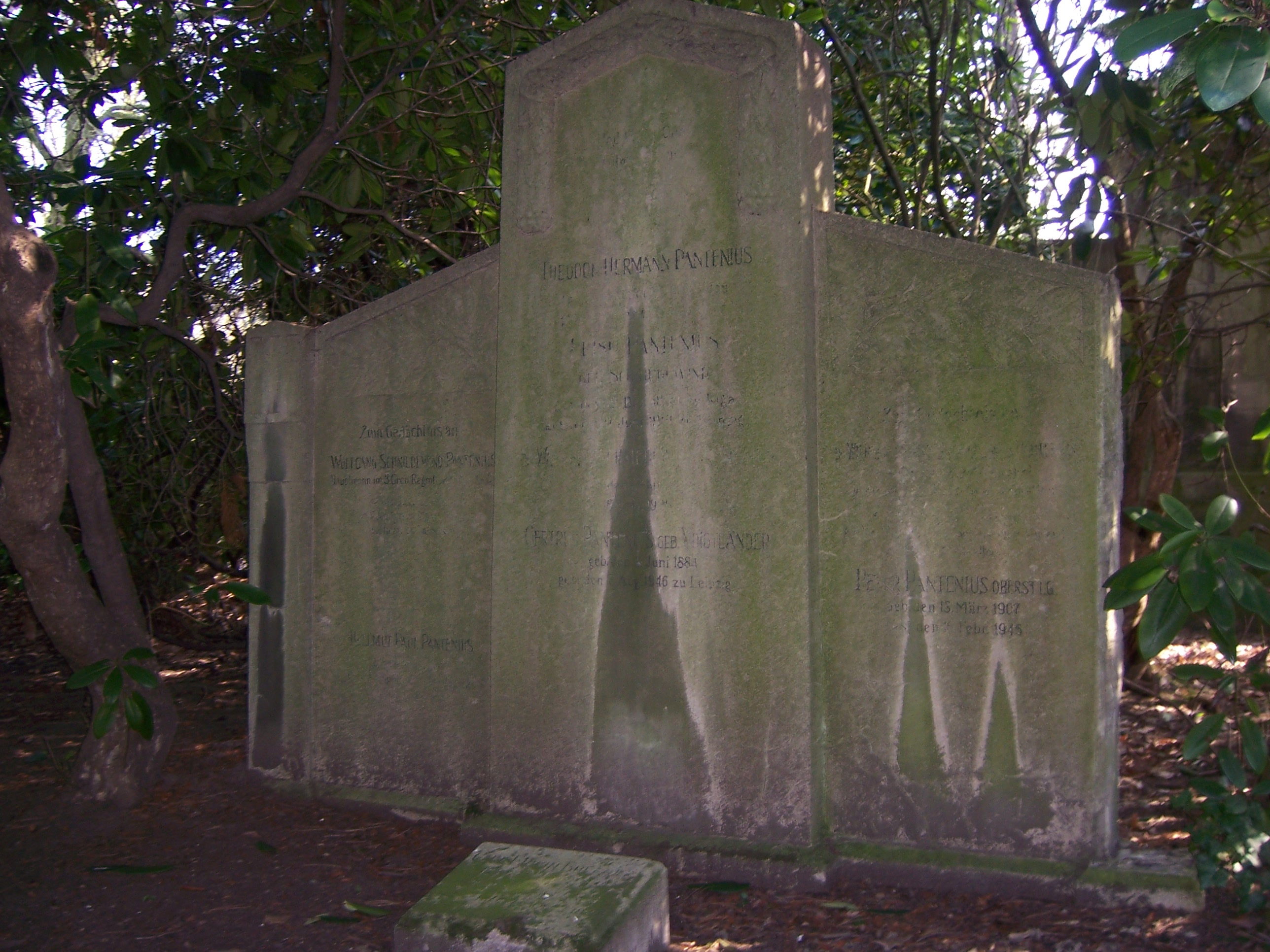
Grabmal Theodor Hermann Pantenius und Angehörige auf dem Südfriedhof in Leipzig

## Werke
- Wilhelm Wolfschild. Ein Roman aus dem baltischen Leben. Behre, Mitau 1872. Digitalisat vom Internet Archive
- Allein und frei. Roman. 2 Bände. Behre, Mitau 1875–76. (Digitalisat Band 1), (Band 2)
- Die von Kelles. Ein Roman aus Livlands Vergangenheit. Velhagen & Klasing, Bielefeld, Leipzig, 1885. Digitalisat vom Internet Archive
- Kurländische Geschichten. Liebeskind, Leipzig 1892. Digitalisat des Internet Archive
- Trochäen. Perthes, Gotha 1895
- Gesammelte Romane. 10 Bände. Velhagen & Klasing, Bielefeld 1898–1899
- Neue Lieder. Baedeker, Elberfeld 1903
- Der falsche Demetrius. Velhagen & Klasing, Bielefeld 1904 Digitalisat der ULB Münster.
- Aus meinen Jugendjahren. Voigtländer, Leipzig 1907. Digitalisat der Universität Tartu.
- Geschichte Rußlands von der Entstehung des russischen Reiches bis zur Gegenwart. Voigtländer, Leipzig 1908. Digitalisat vom Internet Archive